# Nicolaus Jonæ Mörck
Nicolaus Jonæ Mörck, född Skedevi församling, Östergötlands län, död 1656 i Gryts församling, Östergötlands län, var en svensk präst.

## Biografi
Nicolaus Mörck föddes i Skedevi församling. Han var son till kyrkoherden Jonas Svenonis. Mörck var från 1631 till 1632 komminister i Gryts församling och var 1646 huspredikant (hovpräst). Han blev 28 maj 1652 kyrkoherde i Gryts församling och avled där 1656.

### Familj
Mörck gifte sig med Ingel Larsdotter (1614–1677). Hon var dotter till kyrkoherden Laurentius Svenonis i Gryts församling. Larsdotter var änka efter en okänd man. Mörck och Larsdotter fick tillsammans barnen studenten Jonas Mörck (född 1627) i Uppsala, Christina Mörck (född 1628), Anna Mörck som var gift med komministern P. Sunonis i Loftahammars församling och kyrkoherden Olavus Corylander i Mogata församling, Nils Mörck (född 131) och studenten Petrus Mörck (född 1640) i Uppsala. Efter Mörcks död gifte sig Larsdotter med bonden Måns Knutsson på Grimsum i Ringarums församling.